# 1975年電子遊戲界

## 事件
- 9月22日 － 艾尼克斯以株式会社营团社募集服务中心名义建立。
- 秋季 － 米罗华停产原版奥德赛游戏机[1]。

## 知名发行

### 电子游戏机
- 9月 － Epoch发行日本首款家用游戏机TV Tennis Electrotennis。主机最独特的是支持UHF天线的无线功能[2]。
- 12月 － 雅达利和Tele-Games（ Sears, Roebuck and Company的一个部门）通过西尔斯百货商店正式发行家用版《乓》[3]。
- 米罗华发行两款新型号奥德赛主机：奥德赛100和奥德赛200[1]。

### 游戏
- 2月 － Midway在北美以《Wheels》名义，发行西角友宏设计的Taito1974年街机竞速游戏《Speed Race》[4] and Racer.[5]。
- 2月 － 诺兰·布什内尔建立的Horror Games发行了他们唯一的游戏《Shark Jaws》，意图借助斯蒂芬·斯皮尔伯格电影《Jaws》的知名度赚钱[6]。
- Taito发行了最早支持双人对战的游戏《Western Gun''''''''''》[7][8]。游戏由西角友宏设计，双玩家各使用两支八向控制杆，一支移动电脑牛仔在画面上移动，另一支改变设计方向[9][10]。
- 11月 － Midway发行Taito《Western Gun》的改版《Gun Fight》，是首个基于微处理器的电子游戏[11]。Taito的《Western Gun》使用TTL构架硬件，而美版由Dave Nutting Associates移植到Intel 8080微处理器[12]。
- Don Daglow在PDP-10上开发早期电子角色扮演游戏《Dungeon》[13]。
- 威廉·克劳瑟在PDP-10上开发第一款视觉小说游戏《Adventure》（又名“Colossal Cave”和“Advent”）[14]。
- Rusty Rutherford 在柏拉图系统上开发最早的迷宫探索游戏《pedit5》[15]。
- 《dnd》——首款有头目的电子游戏，可说是最早的电子角色扮演游戏——结束了最初开发。部分来源将游戏归入1974年；但不清楚游戏那时是否可玩。